# A36 (Groot-Brittannië)
De A36 is een 102,0 km lange weg in Engeland.
De weg verbindt Bath via Warminster en Salisbury met Totton and Eling.

## Hoofdbestemmingen
- Warminster
- Salisbury
- Totton and Eling